# 크리스틴 다틸로
크리스틴 다틸로(1970년 11월 30일 ~ )는 미국의 배우이다.

## 출연 작품
- 코로나도